# Elvy Sukaesih
Elvy Sukaesih (ur. 25 czerwca 1951 w Dżakarcie) – indonezyjska piosenkarka. Należy do czołowych wykonawców muzyki dangdut w Indonezji, gdzie jest nazywana „królową dangdutu”.

## Dyskografia
Albumy
- 1975: Raja Dan Ratu
- 1990: Pesta Panen
- 1992: The Return of Diva